# 文化发展出版社
文化发展出版社是中华人民共和国的一家出版社，前身是成立于1981年的印刷工业出版社，社址位于北京市。